# Браун дама
Браун дама (енгл. Brown Lady) је дух који наводно прогања Рајинхам дворани у Нортфолку у Енглеској. Постао је један од најпознатијих духова у Великој Британији. Своје име је добио зато што наводно носи браун хаљину.

## Идентитет духа
Према легенди, Браун дама је заправо Дороти Валоле (1686—1726), сестра Роберта Валоле који је био први премијер Велике Британије. Она је била друга жена Чарлеса Тауншенда који је био познат по својој чудној нарави. Прича каже да је Таунсенд открио како је његова супруга имала прељуб са лордом Вартон, те ју је Чарлес због тога закључао у просторији породичне куће. Умрла је 1726. године од великих богиња.